# 察哈尔省银行
察哈尔省银行是察哈尔省政府依照《省银行条例》设立的官办银行。

## 历史
1946年10月11日傅作义部奇袭夺取张家口后，中央银行、交通银行、中国农民银行和中央合作金库分支机构相继在张家口恢复设立。1947年3月绥远省银行总经理张德来参加张垣绥署会议。察哈尔省主席傅作义命其筹建察哈尔省银行。一方面从绥远省银行借调职员，一方面整修行址、制定规章制度。1947年8月20日在张家口中山大街 （现解放街中国工商银行桥东支行）正式开业。成为全省唯一地方金融机构。截至1947年11月30日承中央银行委托以1伪蒙疆币兑换4角法币收兑伪蒙疆币28,680,805.90元。1948年8月17日设立宣化分行，又设立张北分行，相继设立蔚县、商都、涿鹿、龙关、多伦、怀来、怀安7县办事处。
1948年12月24日平津战役第一阶段，华北野战军第三兵团解放张家口。中国人民解放军张家口市军事管制委员会接管张家口的中央银行、交通银行、中央合作金库、察哈尔省银行和张家口市信用社、 张垣第一合作社等公营金融机构。察哈尔省银行时有职员96人，经理等9名职员逃走，其余86人均留职（含察省银行张北分行3人、宣化分行3人）。营业课主任贾仲原报出银行账外资产黄金20两、小麦400石、煤炭39吨。察哈尔省银行1949年6月结束。

## 历任领导
经理：
- 张德

## 参照
- 蒙疆银行